# Trimétazidine
Le dichlorhydrate de trimétazidine, le composé actif commercialisé sous le nom de Vastarel, est un médicament utilisé afin de prévenir les angines de poitrine mais aussi pour les cas de vertiges ou de baisses de l'acuité visuelle (avec origine vasculaire). Sans efficacité démontrée, il peut entraîner des effets secondaires graves.

## Fiche technique
La molécule a été commercialisée  depuis les années 1960 par le groupe pharmaceutique Servier sous le nom de Vastarel avant d'être vendue sous forme générique.

## Mode d'action
Il inhibe la 3-ketoacyl coenzyme A thiolase. Le mécanisme d'action au niveau cardiaque ou vasculaire n'est pas clair. Il faciliterait la protection des cellules lors d'un manque d'oxygène (hypoxie), possiblement en modifiant le métabolisme lipidique. Il apporterait une certaine protection contre le stress oxydatif. Il semble ainsi améliorer la fonction sytolique cardiaque (fraction d'éjection) lors d'une ischémie myocardique et diminuer ses symptômes. Il pourrait, en outre, diminuer la formation d'une fibrose cardiaque induite par une augmentation de pression.
Au niveau vasculaire, il améliorerait la fonction endothéliale en maintenant un meilleur débit après lésion transitoire d'une artère.
Il pourrait améliorer la sensibilité à l'insuline.
Selon la revue indépendante Prescrire, ce médicament est à écarter des traitements de l'angor, car c'est  " une substance aux propriétés incertaines utilisée dans l’angor sans efficacité démontrée au-delà d’un modeste effet symptomatique, notamment lors de tests d’effort". "Il expose à des syndromes parkinsoniens, des hallucinations et des thrombopénies (n° 342 p. 260-261 ; n° 357 p. 507 ; n° 404 p. 423-424 ; n° 457 p. 826). Il est préférable de choisir des traitements mieux éprouvés dans l’angor : certains bêtabloquants, voire des inhibiteurs calciques tels que l’amlodipine ou le vérapamil."

## Indications principales
- Angine de poitrine ;
- Vertiges et baisse de l'acuité visuelle ;
- Acouphène

Depuis mars 2012 l'EMA (agence européenne des médicaments) décide de retirer 2 des 3 indications autres que l'angine de poitrine au vu de la mauvaise balance bénéfice/risque.
Même si cette indication n'est pas reconnue, il semble que la molécule ait une certaine efficacité lors d'une insuffisance cardiaque, qu'elle soit ischémique ou non, tant sur les symptômes, l'amélioration modérée de la fonction systolique et le pronostic,.
En 2011, la Haute autorité de santé  française a mis fin au remboursement du médicament par la sécurité sociale en   estimant l'efficacité du médicament "mal établie" et en mentionnant "des effets indésirables graves",.

## Contre-indications
Il est contre indiqué en cas d'allergie au produit et déconseillé en cas de grossesse ou d'allaitement.

## Effets secondaires indésirables
- troubles digestifs[14]
- thrombopénie[14]
- syndrome extrapyramidaux[14]
- malaises[14]

La molécule fait partie des dix médicaments cités par le journal L'Express en 2010, qui doivent être retirés du marché devant les effets secondaires, tremblements, troubles de la marche et des jambes sans repos, syndromes parkinsoniens, ne contrebalançant pas les bénéfices du traitement.

## Divers
La molécule fait partie de la liste des médicaments interdits par l'agence mondiale antidopage, en tant que modulateur métabolique.
En 2022, selon le Canard Enchaîné, l'agence nationale de sécurité du médicament  (ANSM) a écrit au président de Servier à propos d'une promotion du Vastarel lors d'un congrès de cardiologie qui se tenait à Barcelone. Le laboratoire avait affirmé dans son texte promotionnel "Plus tôt le traitement est commencé, mieux est gérée l'angine de poitrine". Dans son courrier, l'ANSM aurait indiqué : "nous désapprouvons totalement ce type de document promotionnel (...), qui pourrait induire (...) de manière manifeste en erreur les prescripteurs présents à ce congrès sur les indications [du Vastarel]. (...) Une telle promotion n'est absolument pas conforme à l'indication validée (...) et est particulièrement contraire à la réglementation".
Le 28 novembre 2024 le dopage à la trimétazidine d'Iga Swiatek, numéro 2 mondiale de tennis, est révélé dans la presse. Le produit a été détecté à de faibles niveaux, dans un échantillon prélevé hors compétition le 12 août 2024. La championne est suspendue un mois.
Suite à une enquête approfondie et des différentes analyses effectuées par des laboratoires, l'Agence internationale pour l'intégrité du tennis (en) (ITIA) détermine que la substance détectée provenait de l'un des médicaments réglementés contaminé  à base de mélatonine utilisé par la joueuse pour gérer le décalage horaire et les troubles du sommeil.